# Jurij Bykow
Jurij Anatoljewicz Bykow (ros. Ю́рий Анато́льевич Бы́ков; ur. 15 sierpnia 1981 w Nowomiczurinsku) – rosyjski reżyser, scenarzysta i aktor.
Najbardziej rozpoznawalny z filmów pt. Dureń (2014), Major (2013) oraz Żyć (2010), gdzie był jednocześnie reżyserem i scenarzystą.
Absolwent Wszechrosyjskiego Państwowego Uniwersytetu Kinematografii im. S.A. Gierasimowa w Moskwie w 2005 roku.

## Filmografia
Jako reżyser
- Naczalnik (krótkometrażowy film, 2009)
- Żyć (film, 2010)
- Major (film, 2013)
- Dureń (film, 2014)
- Mietod (serial, 2015)

Jako aktor
- Lubow kak lubow (serial, epizod, 2006-2007)
- Major (2013) jako Pawieł Korszunow
- Mietod (2015) jako detektyw „Chudoj”